# Территориальные особенности Великобритании
В этой статье перечислены территориа́льные осо́бенности Соединённого короле́вства.

## Характеристика

### Территория
Территория Соединённого королевства включает следующие регионы:
- Британские острова:
  - Англия, Шотландия и Уэльс на острове Великобритания
  - Северная Ирландия на острове Ирландия
  - ближайшие острова:
    - Уайт, острова Силли, острова Фернесс в Англии
    - Англси, Холи-Айленд, Колди в Уэльсе
    - Гебридские острова, Оркнейские острова, Шетландские острова, Арран и Бьют в Шотландии
    - Ратлин, острова Коупленд, Кэнон-Рок в Северной Ирландии
- Акротири и Декелия (военные базы на острове Кипр, на военном положении)
- Ангилья и Британские Виргинские острова (в Карибском море)
- Бермудские острова (на севере Атлантического океана)
- Британская территория в Индийском океане
- остров Вознесения (на юге Атлантического океана)
- Гибралтар (к северу от одноимённого пролива)
- Каймановы острова (в Карибском море)
- Монтсеррат (в Карибском море)
- остров Питкэрн (в Тихом океане)
- остров Святой Елены (на юге Атлантического океана)
- острова Теркс и Кайкос (в Карибском море)
- острова Тристан-да-Кунья (на юге Атлантического океана)
- Фолклендские острова (на юге Атлантического океана, спорные с Аргентиной)
- Южная Георгия и Южные Сандвичевы острова (на юге Атлантического океана, спорные с Аргентиной)

Эти регионы являются различными территориальными фрагментами: попасть с одного из них на другой по суше или по морю, минуя территории под суверенитетом других стран или международные воды, невозможно.
Нормандские острова и остров Мэн формально не входят в состав Соединённого королевства (это практически самостоятельные зависимые территории британской короны), но часто для удобства включающиеся в этот список.

### Границы
Соединённое королевство имеет сухопутные границы со следующими странами:
- Ирландия (360 км, с Северной Ирландией)
- Испания (1,2 км, с Гибралтаром)
- Кипр (с Акротири и Декелией)

К тому же, границей между Францией и Соединённым королевством разделён тоннель под Ла-Маншем.
Также существуют морские границы (территориальные воды, исключительная экономическая зона и т. д.) Соединённого королевства со следующими странами:
- Антигуа и Барбуда (Ангилья, Монтсеррат и Британские Виргинские острова)
- Аргентина (Фолклендские острова)
- Багамы (острова Теркс и Кайкос)
- Бельгия
- Венесуэла (Монтсеррат)
- Гаити (острова Теркс и Кайкос)
- Германия
- Гондурас (Каймановы острова)
- Дания
- Доминиканская Республика (острова Теркс и Кайкос)
- Ирландия
- Испания (Гибралтар)
- Кипр (базы Акротири и Декелия)
- Куба (Каймановы острова)
- Мальдивы (британская территория в Индийском океане)
- Нидерланды (Британские острова, Ангилья и Британские Виргинские острова
- Норвегия
- Сент-Китс и Невис (Монтсеррат)
- США (Ангилья и Британские Виргинские острова)
- Франция (Британские острова, Нормандские острова, Ангилья, Монтсеррат, остров Питкэрн и Британские Виргинские острова)
- Ямайка (Каймановы острова)

## Территориальные споры
Соединённое королевство является участником нескольких пограничных споров, особенно с Аргентиной в Южной Америке.
- остров Маврикий и Сейшелы притязают на архипелаг Чагос, часть британской территории в Индийском океане.
- Аргентина притязает на Фолклендские острова и Южную Георгию и Южные Сандвичевы острова. Аргентинское вторжение на Фолклендские острова в 1982 привело к войне на Фолклендских островах.
- Испания притязает на Гибралтар (спор прекратился после референдума о совместном испано-британском управлении).
- Дания, Ирландия и Исландия оспаривают британский суверенитет над Роколлом.
- Ирландия, Исландия и Соединённое королевство оспаривают датские притязания на расширение шельфа на 200 морских миль от Фарерских островов.
- Наконец, британские территориальные притязания в Антарктике (Британская территория в Антарктике) были отторгнуты при подписании в 1959 договора об Антарктике.

## Другие особенности
- Британская база Декелия имеет несколько кипрских анклавов: 
  - деревни Ормидия и Ксилотибу
  - электростанция Декелия также принадлежит Кипру, но окружена территорией британской базы и даже разделена на две части дорогой под британским суверенитетом.